# Xyrdectes fuscescens
Xyrdectes fuscescens är en insektsart som först beskrevs av Blanchard 1851.  Xyrdectes fuscescens ingår i släktet Xyrdectes och familjen vårtbitare. Inga underarter finns listade i Catalogue of Life.